# Feni (district)
Pour les articles homonymes, voir Feni.
Feni (bengali : ফেনী) est un district du Bangladesh. Il est situé dans la division de Chittagong. Selon le recensement de 2022, la population de Feni était de 1,6 million.

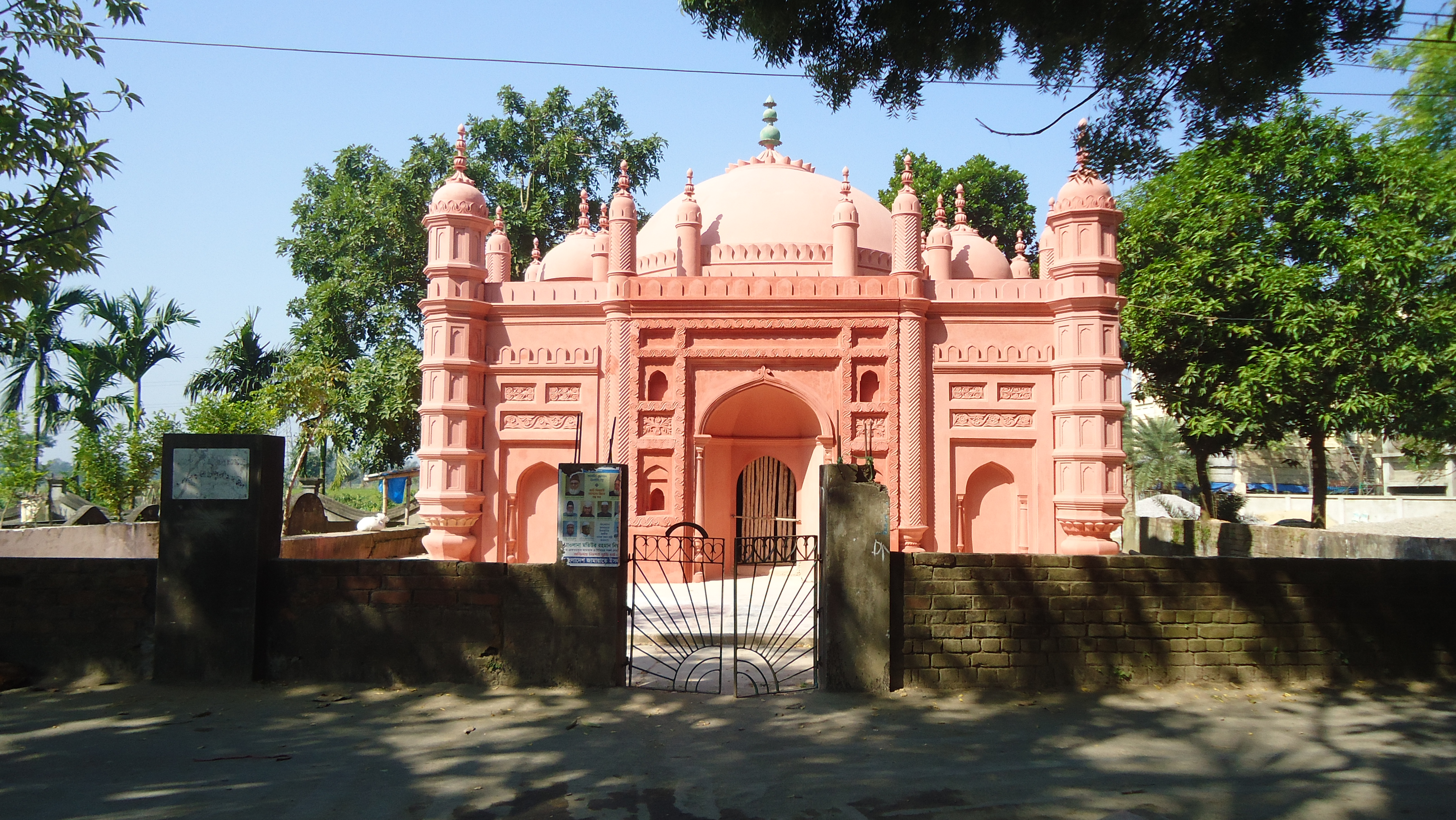
Mosquée Asgar Ali Chowdhury

Feni faisait autrefois partie du Pakistan, mais il a obtenu son indépendance le 6 décembre 1971. Il est devenu un district en 1984, séparé du district de Noakhali.(pp189-190)
Feni est divisé en six unités plus petites appelées upazilas. Les noms de ces upazilas sont Sonagazi, Fulgazi, Parshuram, Daganbhuiyan, Chhagalnaiya et Feni Sadar.